# Demagistrisita
La demagistrisita és un mineral de la classe dels silicats. Rep el nom en honor de Leandro De Magistris (1906-1990), antic conservador honorari del Museu Mineralògic de Gènova.

## Característiques
La demagistrisita és un silicat de fórmula química BaCa₂Mn3+₄(Si₃O10)(Si₂O₇)(OH)₄(H₂O)₃. Va ser aprovada com a espècie vàlida per l'Associació Mineralògica Internacional l'any 2018. Cristal·litza en el sistema ortoròmbic.
Les mostres que van servir per a determinar l'espècie, el que es coneix com a material tipus, es troben conservats a les col·leccions mineralògiques del museu de ciències de la Terra de la Universitat de Milà, amb el número de registre: mcmgpg-h2018-004, i a les col·leccions del Museu d'Història Natural del Comtat de Los Angeles, a Los Angeles (Califòrnia) amb el número de catàleg: 66942 i 66943.

## Formació i jaciments
Va ser descoberta a la mina Cerchiara, situada a Borghetto di Vara, a la província de La Spezia (Ligúria, Itàlia), on es troba amb minerals de manganès dins de sílex, associada a braunita, calcita, criptomelana, ortoclasa i quars. Es tracta de l'únic indret de tot el planeta on ha estat descrita aquesta espècie mineral.